# Žakanje
Žakanje è un comune della Croazia di 3 193 abitanti della regione di Karlovac.